# Salvia tortuensis
Salvia tortuensis là một loài thực vật có hoa trong họ Hoa môi. Loài này được Urb. miêu tả khoa học đầu tiên năm 1926.